# Conde das Alcáçovas

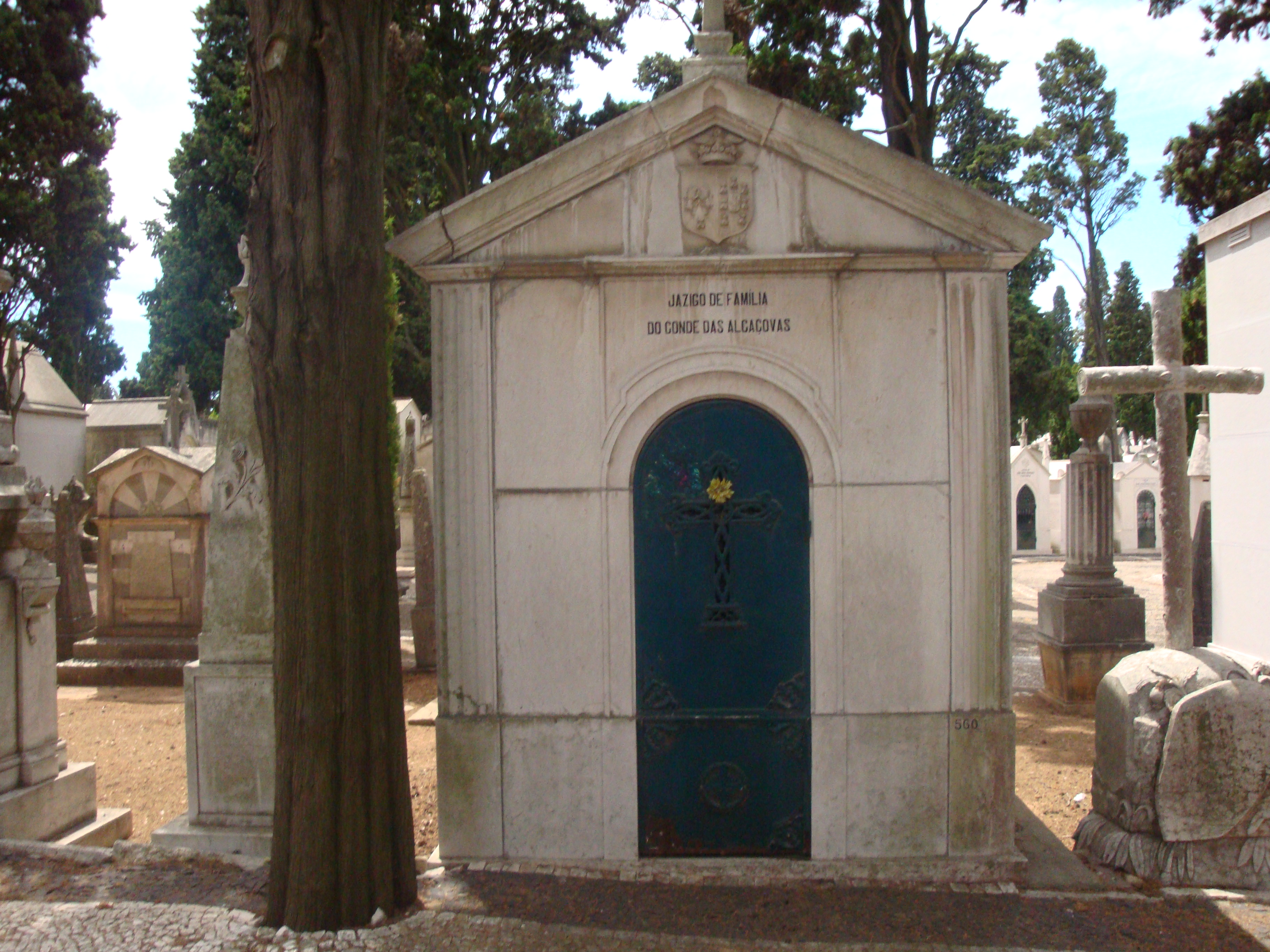
Jazigo de família do Conde das Alcáçovas

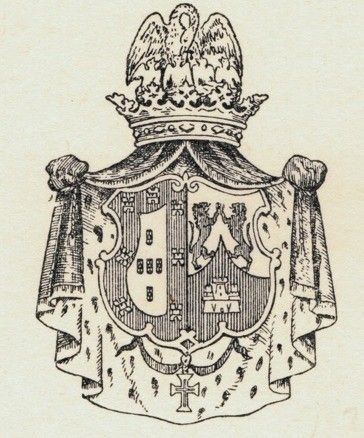
Brasão da família do Conde das Alcáçovas

Conde das Alcáçovas é um título nobiliárquico criado por D. Maria II de Portugal, por Decreto de 1 de Dezembro de 1834, em favor de D. Francisco de Sales Henriques Pereira de Faria Saldanha Vasconcelos e Lancastre, antes 14.º Senhor das Alcáçovas de juro e herdade.
Titulares
1. D. Francisco de Sales Henriques Pereira de Faria Saldanha Vasconcelos e Lancastre, 14.º Senhor das Alcáçovas e 1.º Conde das Alcáçovas;
2. D. Caetano de Sales Henriques Pereira de Faria Saldanha Vasconcelos e Lancastre, 2.º Conde das Alcáçovas;
3. D. Luís Henriques de Faria Pereira Saldanha e Lancastre, 3.º Conde das Alcáçovas;
4. D. Caetano Henriques Pereira de Faria Saldanha e Lancastre, 4.º Conde das Alcáçovas.

Após a Implantação da República Portuguesa, e com o fim do sistema nobiliárquico, usaram o título: 
1. D. Luís Maria Henriques Pereira de Faria Saldanha e Lancastre, 5.º Conde das Alcáçovas, 2º Visconde do Torrão;
2. D. Caetano Henriques de Mendia Saldanha e Lancastre, 6.º Conde das Alcáçovas, 2.º Conde de Cuba, 3º Visconde do Torrão;
3. D. Luís Pérez Quesada Henriques de Lancastre, 7.º Conde das Alcáçovas, 3º Conde de Cuba, 4º Visconde do Torrão.